# Erika Sema
Erika Sema (瀬間詠里花?, Sema Erika; Tokyo, 24 novembre 1988) è una tennista giapponese.
È la sorella minore di Yurika Sema, che si è ritirata dal tennis nel novembre 2015. La madre è giapponese ed il padre francese.
Gioca nel WTA Tour, ma principalmente nel ITF Women's World Tennis Tour, ed ha cercato per 16 volte di qualificarsi per il torneo del Grande Slam senza successo.

## Circuito ITF

### Singoli
| N.  | Data              | Torneo        | Categoria   | Superficie | Avversario             | Punteggio     |
| --- | ----------------- | ------------- | ----------- | ---------- | ---------------------- | ------------- |
| 1.  | 11 marzo 2007     | Hamilton      | ITF $10.000 | Cemento    | Anna Smith             | 6:3, 7:5      |
| 2.  | 10 giugno 2007    | Tokyo         | ITF $10.000 | Cemento    | Chiaki Okadaue         | 6:2, 2:6, 6:3 |
| 3.  | 14 giugno 2009    | Tokyo         | ITF $10.000 | Cemento    | Erika Takao            | 6:4, 6:0      |
| 4.  | 10 ottobre 2010   | Port Pirie    | ITF $25.000 | Cemento    | Victoria Larrière      | 6:1, 4:6, 6:3 |
| 5.  | 17 ottobre 2010   | Mount Gambier | ITF $25.000 | Cemento    | Ana-Clara Duarte       | 6:2, 6:3      |
| 6.  | 21 novembre 2010  | Wellington    | ITF $25.000 | Cemento    | Eliza Kostowa          | 6:2, 3:6, 6:4 |
| 7.  | 29 maggio 2011    | Niigata       | ITF $25.000 | Cemento    | Sachie Ishizu          | 7:6, 6:4      |
| 8.  | 28 ottobre 2012   | Seul          | ITF $25.000 | Cemento    | Mai Minokoshi          | 6:1, 7:5      |
| 9.  | 14 settembre 2013 | Incheon       | ITF $25.000 | Cemento    | Yurika Sema            | 6:3, 6:4      |
| 10. | 14 giugno 2015    | Kashiwa       | ITF $25.000 | Cemento    | Riko Sawayanagi        | 6:4, 6:4      |
| 11. | 19 dicembre 2021  | Monastir      | ITF W15     | Cemento    | Eliessa Vanlangendonck | 3:6, 6:4, 6:3 |
| 12. | 17 aprile 2022    | Chiang Rai    | ITF W25     | Cemento    | Alex Eala              | 6:3, 2:6, 6:3 |

### Doppi
| N.  | Data              | Torneo          | Categoria   | Superficie | Partner            | Finalisti                          | Punteggio         |
| --- | ----------------- | --------------- | ----------- | ---------- | ------------------ | ---------------------------------- | ----------------- |
| 1.  | 27 ottobre 2007   | Traralgon       | ITF $25.000 | Cemento    | Yurika Sema        | Courtney Nagle Robin Stephenson    | 6:2, 6:2          |
| 2.  | 24 maggio 2008    | Nagano          | ITF $25.000 | Tappeto    | Yurika Sema        | Maya Kato Ayaka Maekawa            | 7:6, 6:3          |
| 3.  | 31 maggio 2008    | Gunma           | ITF $25.000 | Tappeto    | Yurika Sema        | Chang Kai-chen Hwang I-hsuan       | 6:3, 2:6, [10:7]  |
| 4.  | 26 settembre 2009 | Makinohara      | ITF $25.000 | Tappeto    | Kurumi Nara        | Mari Tanaka Tomoko Yonemura        | 6:0, 6:0          |
| 5.  | 17 ottobre 2009   | Port Pirie      | ITF $25.000 | Cemento    | Yurika Sema        | Bojana Bobusic Alenka Hubacek      | 6:1, 5:7, [10:6]  |
| 6.  | 10 aprile 2010    | Incheon         | ITF $25.000 | Cemento    | Irina-Camelia Begu | Misaki Doi Junri Namigata          | 6:0, 7:6          |
| 7.  | 1 maggio 2010     | Gifu            | ITF $50.000 | Cemento    | Tomoko Yonemura    | Xenija Lykina Melanie South        | 6:3, 2:6, [10:7]  |
| 8.  | 10 luglio 2010    | Aschaffenburg   | ITF $25.000 | Sabbia     | Teodora Mirčić     | Elena Bogdan Andrea Koch Benvenuto | 7:6, 2:6, [10:8]  |
| 9.  | 14 agosto 2010    | Versmold        | ITF $25.000 | Sabbia     | Hana Birnerová     | Aminat Kushkhova Olga Panova       | 6:3, 6:3          |
| 10. | 25 settembre 2010 | Alice Springs   | ITF $25.000 | Cemento    | Yurika Sema        | Alison Bai Emelyn Starr            | 7:5, 6:1          |
| 11. | 2 ottobre 2010    | Hamanako        | ITF $25.000 | Tappeto    | Kumiko Iijima      | Kao Shao-yuan Ayaka Maekawa        | 6:2, 6:1          |
| 12. | 28 maggio 2011    | Niigata         | ITF $25.000 | Cemento    | Natsumi Hamamura   | Akari Inoue Ayumi Oka              | 6:1, 6:2          |
| 13. | 25 giugno 2011    | Périgueux       | ITF $25.000 | Sabbia     | Florencia Molinero | Leticia Costas Inés Ferrer Suárez  | 6:2, 3:6, [10:7]  |
| 14. | 17 marzo 2012     | Sanya           | ITF $25.000 | Cemento    | Zheng Saisai       | Liang Chen Zhou Yimiao             | 6:2, 6:2          |
| 15. | 11 agosto 2012    | Bronx           | ITF $50.000 | Cemento    | Shūko Aoyama       | Eri Hozumi Miki Miyamura           | 6:4, 7:6          |
| 16. | 2 febbraio 2013   | Burnie          | ITF $25.000 | Cemento    | Shūko Aoyama       | Bojana Bobusic Jessica Moore       | Non disputato     |
| 17. | 5 maggio 2013     | Gifu            | ITF $50.000 | Cemento    | Luksika Kumkhum    | Nao Hibino Riko Sawayanagi         | 6:4, 6:3          |
| 18. | 11 maggio 2013    | Fukuoka         | ITF $50.000 | Prato      | Junri Namigata     | Rika Fujiwara Akiko Omae           | 7:5, 3:6, [10:7]  |
| 19. | 4 ottobre 2013    | Perth           | ITF $25.000 | Cemento    | Yurika Sema        | Monique Adamczak Tammi Patterson   | 7:5, 6:1          |
| 20. | 27 ottobre 2013   | Bendigo         | ITF $50.000 | Cemento    | Yurika Sema        | Monique Adamczak Olivia Rogowska   | 3:6, 6:2, [11:9]  |
| 21. | 17 luglio 2015    | Bangkok         | ITF $25.000 | Cemento    | Akiko Omae         | Kanae Hisami Kotomi Takahata       | 6:4, 3:6, [11:9]  |
| 22. | 11 marzo 2017     | Yokohama        | ITF $25.000 | Cemento    | Ayaka Okuno        | Kanako Morisaki Minori Yonehara    | 6:4, 6:4          |
| 23. | 18 maggio 2018    | Wuhan           | ITF $25.000 | Cemento    | Mai Minokoshi      | Guo Hanyu Zhang Ying               | 6:4, 6:1          |
| 24. | 18 maggio 2019    | Wuhan           | ITF W25     | Cemento    | Jiang Xinyu        | Guo Meiqi Wu Maixu                 | 7:6, 6:2          |
| 25. | 20 luglio 2019    | Qujing          | ITF W25     | Cemento    | Mana Ayukawa       | Kang Jia-qi Peangtarn Plipuech     | 6:2, 6:3          |
| 26. | 24 agosto 2019    | Tsukuba         | ITF W25     | Cemento    | Mana Ayukawa       | Robu Kajitani Michika Ozeki        | 6:7, 6:1, [10:7]  |
| 27. | 22 febbraio 2020  | Perth           | ITF W25     | Cemento    | Kanako Morisaki    | Jaimee Fourlis Erin Routliffe      | 7:5, 6:4          |
| 28. | 29 febbraio 2020  | Perth           | ITF W25     | Cemento    | Kanako Morisaki    | Paige Hourigan Abigail Tere-Apisah | 6:1, 4:6, [10:7]  |
| 29. | 20 febbraio 2021  | Sharm el-Sheikh | ITF W15     | Cemento    | Shalimar Talbi     | Miyabi Inoue Liang En-shuo         | 2:6, 6:0, [14:12] |
| 30. | 27 febbraio 2021  | Sharm el-Sheikh | ITF W15     | Cemento    | Lisa-Marie Rioux   | Kajsa Rinaldo Persson Julita Saner | 6:1, 1:6, [10:6]  |
| 31. | 6 marzo 2021      | Sharm el-Sheikh | ITF W15     | Cemento    | Anna Sisková       | Mana Ayukawa Ayano Shimizu         | 1:6, 6:4, [2:1]   |
| 32. | 21 agosto 2021    | Oldenzaal       | ITF W25     | Sabbia     | Kanako Morisaki    | Eva Vedder Stéphanie Visscher      | 5:7, 6:3, [10:7]  |
| 33. | 11 settembre 2021 | Frýdek-Místek   | ITF W25     | Sabbia     | Kanako Morisaki    | Miriam Kolodziejová Anna Sisková   | 6:3, 6:1          |